# Ed Vaizey

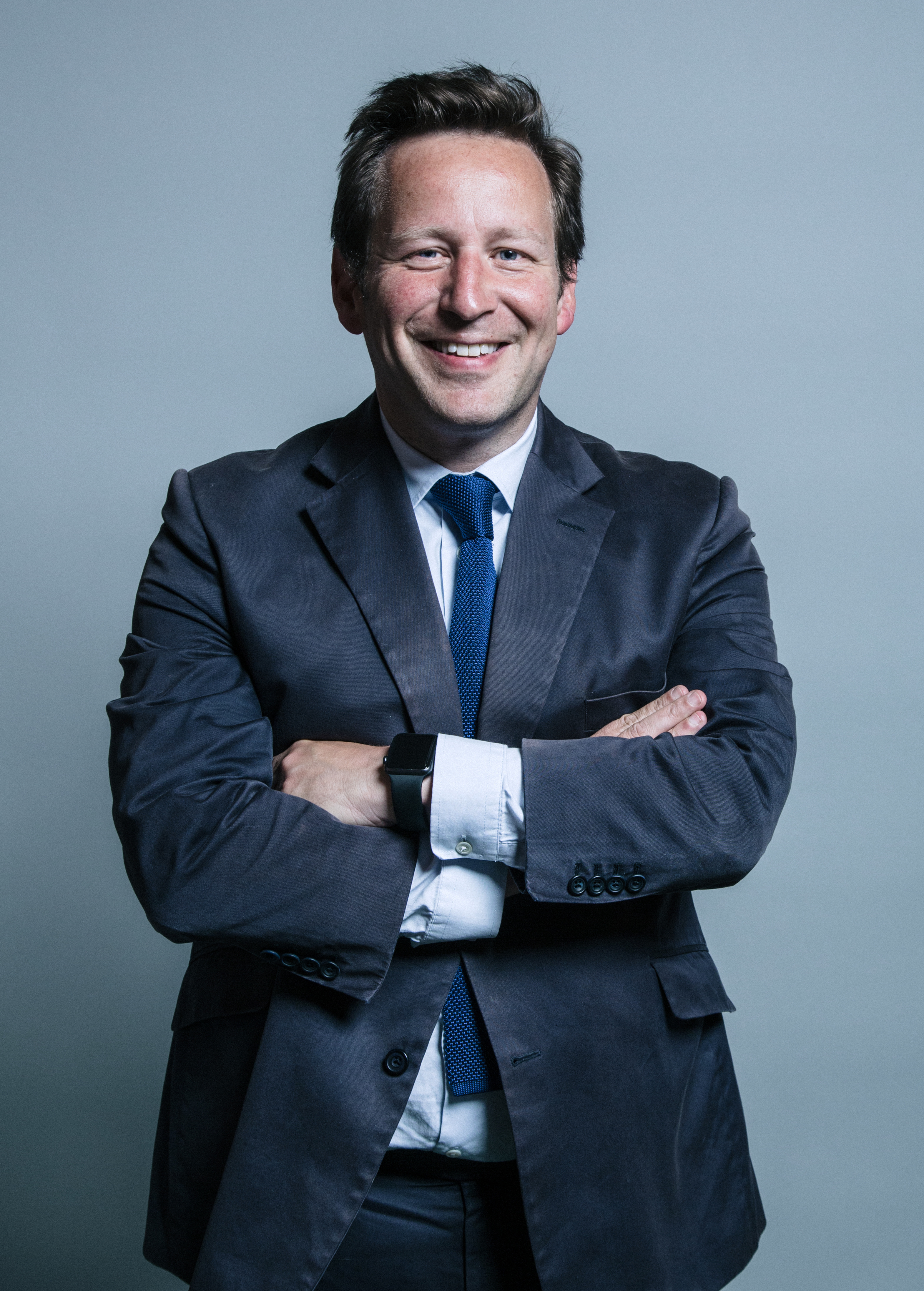
Ed Vaizey, 2017

Edward Henry Butler „Ed“ Vaizey, Baron Vaizey of Didcot (* 5. Juni 1968 in Berkshire) ist ein britischer Politiker der Konservativen Partei. Er war von 2005 bis 2019 Abgeordneter im Unterhaus des Parlaments des Vereinigten Königreichs und von 2010 bis 2016 Mitglied der britischen Regierung.

## Leben
Ed Vaizey, Sohn des Ökonomen John Vaizey, Baron Vaizey, und der Kunstkritikerin und Sachbuchautorin Marina Vaizey, studierte nach dem Besuch der St. Paul’s School in London am Merton College der Universität Oxford.
Bei den britischen Unterhauswahlen 1997 kandidierte er erfolglos im Wahlkreis Bristol East. 2005 errang er einen Sitz als Abgeordneter im Wahlkreis Wantage in Oxfordshire und zog in das House of Commons ein. 2010 wurde er unter David Cameron Minister of State für Kultur, Medien und Sport. 2016 wurde er von Theresa May entlassen.
Am 4. September 2019 wurde er aufgrund seiner parlamentarischen Gegenwehr gegen einen Brexit ohne EU-Austrittsabkommen aus der Fraktion der Conservative Party ausgeschlossen. Zur Unterhauswahl im Dezember 2019 trat er nicht mehr an und schied aus dem House of Commons aus. Am 1. September 2020 wurde Vaizey als Baron Vaizey of Didcot, of Wantage in the County of Oxfordshire, zum Life Peer erhoben und ist dadurch seither Mitglied des House of Lords.